# Walenty Regulski

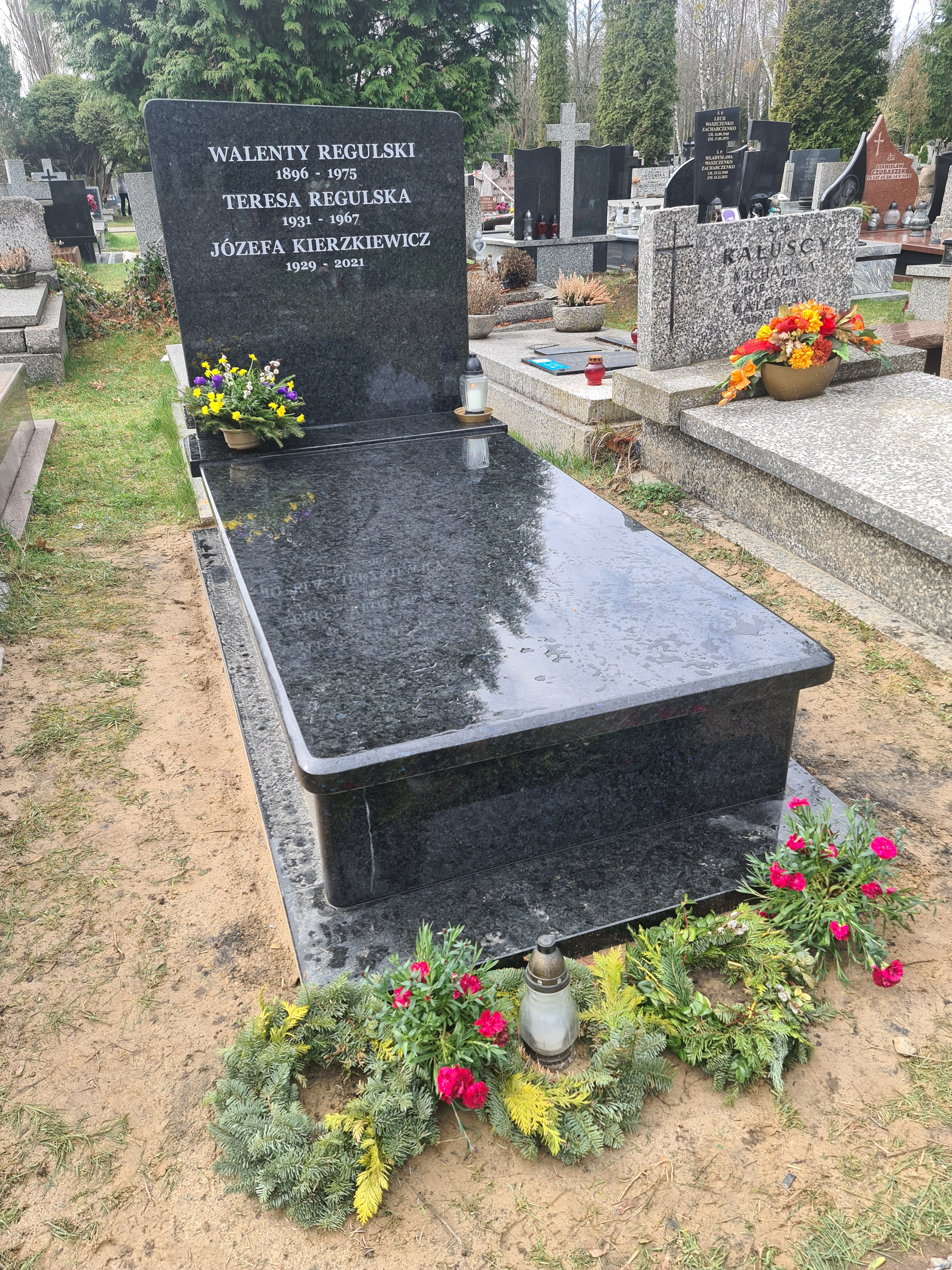
Nagrobek Walentego Regulskiego, jego żony Teresy oraz jej siostry Józefy Kierzkiewicz na cmentarzu komunalnym Północnym w Warszawie

Walenty Regulski (ur. 13 grudnia 1896 w Latkowie, zm. 24 kwietnia 1975 w Warszawie) – polski nauczyciel, żołnierz ZWZ i AK, działacz społeczny.

## Życiorys
Walenty Regulski po ukończeniu Warszawskiego Seminarium Nauczycielskiego uczył fizyki i matematyki, m.in. w szkole podstawowej im. Tadeusza Kościuszki w Baranowiczach (w Wileńskim Okręgu Szkolnym). Od 1928 roku mieszkał i pracował w Warszawie, studiując na Wolnej Wszechnicy Polskiej (w latach 1928–1929).
W czasie II wojny światowej należał do ZWZ i Armii Krajowej, zajmował się kolportażem Biuletynu Informacyjnego, jego bezpośrednim przełożonym był Aleksander Kamiński. Aresztowany przez Gestapo był więźniem obozu koncentracyjnego Auschwitz-Birkenau.
Zaraz po wojnie – w obozie nad rzeką Trave pod Lubeką w Niemczech – uczył języka polskiego dzieci, które wraz z rodzicami zostały wywiezione na roboty przymusowe do Niemiec.
Po powrocie z Niemiec w 1947 roku Regulski – będąc Kierownikiem Okręgowej Poradni Oświatowej w Szczecinie – prowadził akcję likwidacji analfabetyzmu w powiatach: szczecińskim (w Trzebieży), myśliborskim (w Przekolnie) i nowogardzkim (w Strzelewie). W ramach tej akcji doprowadził do likwidacji analfabetyzmu w nadzorowanych gminach (do 1951 roku).
Jednocześnie pracował w Zarządzie Wojewódzkim Związku Samopomocy Chłopskiej w Szczecinie w charakterze Kierownika Wydziału Organizacyjno-Społecznego (1947–1948). Od czerwca 1948 roku został przedstawicielem terenowym pism Zarządu Głównego Związku Samopomocy Chłopskiej – „Chłopi” i „Kobieta Wiejska” na województwo szczecińskie oraz przedstawicielem Centralnej Księgarni Rolniczej „Samopomoc Chłopska” na to województwo.
Był również członkiem Komisji Kontroli przy Wojewódzkiej Radzie Narodowej w Szczecinie (1947), z ramienia której przeprowadzał kontrole w instytucjach i przedsiębiorstwach państwowych. Później zatrudniony był w Prezydium Wojewódzkiej Rady Narodowej, Wydział Oświaty w Szczecinie, w charakterze okręgowego wizytatora szkół (1951), od 1 stycznia 1952 r. był kierownikiem Gabinetu Metodycznego, a później dyrektorem biblioteki wojewódzkiej w Szczecinie (do 1955 roku).
W połowie lat 50. przeniósł się do Koszalina, gdzie pracował w Referacie Badań Naukowych Wydziału Kultury WRN w Koszalinie (1957–1958). W ramach tej pracy przeprowadził rozmowy z ponad tysiącem mieszkańców wsi na temat ich potrzeb czytelniczych i edukacyjnych.
Jednocześnie pracował jako nauczyciel i kierownik szkół. W latach 1959–1967 był kierownikiem szkoły podstawowej w Rzystnowie, gdzie po przejściu na emeryturę kontynuował pracę jako nauczyciel (od 1 lipca 1967 roku).

## Dorobek
Był autorem, współautorem lub redaktorem m.in. książek:
- Świetlica: zadania, metoda, formy pracy, organizacja, urządzenie i administracja, autorzy: T. Malinowski, W. Regulski, W. Sosiński, Komisja Domów Ludowych, Warszawa, 1932
- Przewodnik świetlicowy, (redakcja) Towarzystwo Krzewienia Zagadnień Opieki Społecznej w Łodzi, 1936[3]
- O pracy z książką rolniczą, (autor) Wojewódzka i Miejska Biblioteka Publiczna w Koszalinie, 1956
- Nowe drogi książki na wsi – z moich doświadczeń w spółdzielni produkcyjnej, (autor) Stowarzyszenie Bibliotekarzy Polskich, 1956
- Z moich doświadczeń. Jak nauczyłam dzieci czytać i pisać – zbiór artykułów, (współautor) Państwowe Zakłady Wydawnictw Szkolnych, 1967[4]

Był również autorem wielu pomysłów i projektów, w tym:
- projektu maszyny, która zamiast pisać mogła mówić, z myślą o tym, że taka maszyna mogłaby być przydatna w nauce czytania (1951) (projekt został odrzucony przez recenzentów jako zbędny),
- pomysłu racjonalizatorskiego dot. metody suszenia stogów za pomocą zasysanego powietrza (1952),
- projektu nowego elementarza (1966).

Prowadził badania dotyczące czytelnictwa, analizując pracę bibliotek wiejskich, wśród różnych grup zawodowych (1954–1968, w PGR-ach, spółdzielniach produkcyjnych, m.in. wśród robotników portowych, pszczelarzy, itd.), prace świetlic wiejskich, itp.
Wygłaszał wiele referatów na tematy potrzeb, metod i organizacji pracy bibliotek wiejskich, czytelnictwa, uwarunkowań spółdzielniach produkcyjnych. Wydał pracę „Samokształcenie rolnicze w Spółdzielni Produkcyjnej”.

## Członkostwo w organizacjach
- członek Zarządu Wojewódzkiego Społecznego Komitetu Radiofonizacji Kraju w Szczecinie (od lipca 1948 roku)
- członek Zarządu Wojewódzkiego Towarzystwa Uniwersytetów Ludowych (1948).

## Order
- Krzyż Kawalerski Orderu Odrodzenia Polski (1969).

## Życie prywatne
Walenty Regulski był synem Michała Regulskiego i Jadwigi z Waszaków. Był dwukrotnie żonaty, przed wojną ożenił się ze Stefanią Kołtuńską, z którą miał czworo dzieci: Wiktora, Danutę, Zbigniewa i Barbarę. Zbigniew zaginął w powstaniu warszawskim. Wnuki Walentego z pierwszego małżeństwa to Grażyna, córka Danuty (1923–2007), zamieszkała w Kanadzie, Joanna, córka Barbary (1929–2016), zamieszkała w Anglii, Teresa, córka Wiktora (1922–2009) i Haliny (1930–2009), zamieszkała w Szczecinie i jej brat Marek (1956–1983), który zmarł na kleszczowe zapalenie opon mózgowych. Walenty Regulski po wojnie mieszkał w Szczecinie, później w Koszalinie i Rzystnowie. W 1961 roku ożenił się z Teresą Grześkowiak (1931–1967). Z tego małżeństwa urodzili się: Elżbieta i Witold. Po śmierci został pochowany na cmentarzu na Wólce Węglowej w Warszawie.